# Borojoa claviflora
Borojoa claviflora är en måreväxtart som först beskrevs av Karl Moritz Schumann, och fick sitt nu gällande namn av José Cuatrecasas. Borojoa claviflora ingår i släktet Borojoa och familjen måreväxter. Inga underarter finns listade i Catalogue of Life.